# Giờ ở New Zealand
| Khu vực          | Giờ chuẩn | Giờ mùa hè |
| ---------------- | --------- | ---------- |
| New Zealand      | UTC+12:00 | UTC+13:00  |
| Quần đảo Chatham | UTC+12:45 | UTC+13:45  |

Theo luật, giờ ở New Zealand được chia thành hai múi giờ chuẩn. Các hòn đảo chính sử dụng giờ chuẩn New Zealand (tiếng Anh: New Zealand Standard Time (NZST)), 12 tiếng trước Giờ Phối hợp Quốc tế / múi giờ quân sự M (Mike), trong khi quần đảo Chatham sử dụng giờ chuẩn Chatham (tiếng Anh: Chatham Standard Time (CHAST)), 12 giờ 45 phút trước UTC / múi giờ quân sự M^ (Mike-Three).
Trong các tháng mùa hè - từ ngày Chủ nhật cuối cùng của tháng 9 đến Chủ nhật đầu tiên của tháng 4 - Quy ước giờ mùa hè được áp dụng và chỉnh đồng hồ lên 1 giờ. Giờ mùa hè New Zealand (tiếng Anh: New Zealand Standard Time (NZDT)) đi trước UTC 13 tiếng, và giờ mùa hè Chatham (tiếng Anh: Chatham Daylight Time (CHADT)) đi trước 13 giờ 45 phút.
Các quốc gia liên kết của New Zealand - Quần đảo Cook và Niue - và vùng lãnh thổ phụ thuộc Tokelau sử dụng một số múi giờ khác nhau theo quyết định của riêng họ.

## Lịch sử
Vào ngày 2 tháng 11 năm 1868, New Zealand chính thức áp dụng giờ chuẩn trên toàn quốc và là quốc gia đầu tiên áp dụng, khoảng 15 năm trước bất kỳ quốc gia nào khác. Múi giờ dựa trên Kinh độ 172° 30′ Đông Greenwich, 11+1⁄2 tiếng trước giờ chuẩn Greenwich (GMT). Chuẩn này được gọi là Giờ trung bình New Zealand (tiếng Anh: New Zealand Mean Time (NZMT)).
Năm 1941, trong Chiến tranh thế giới thứ hai, giờ được chỉnh lên nửa tiếng để giảm lượng sử dụng nguồn điện, làm cho New Zealand đi trước GMT 12 tiếng. Thay đổi này là vĩnh viễn từ năm 1946 với Đạo luật giờ chuẩn năm 1945 (tiếng Anh: Standard Time Act 1945), tại đó thời gian ở kinh tuyến 180° Đông được lấy làm cơ sở cho giờ New Zealand. NZST vẫn đi trước NZMT nửa tiếng, và quần đảo Chatham đi trước NZST 45 phút.

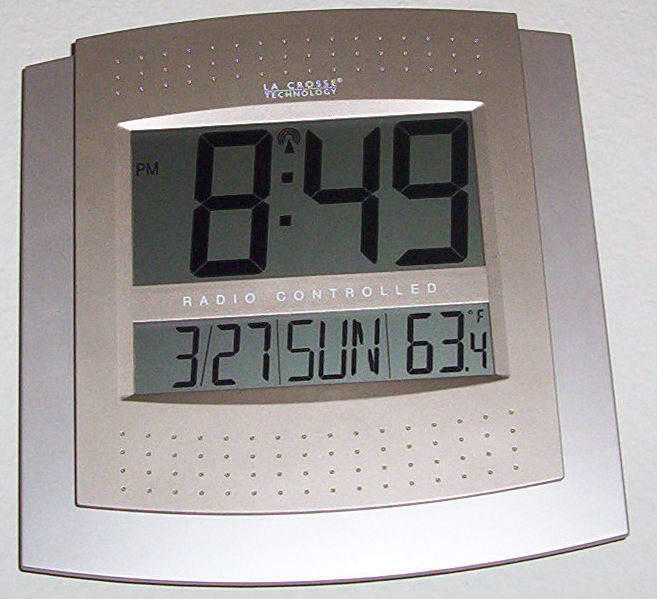
Việc sử dụng đồng hồ nguyên tử, có thể đo thời gian cực kỳ chính xác, đã dẫn đến việc áp dụng UTC. Điều này đã được đưa vào luật của New Zealand vào năm 1974.

Cuối những năm 1940, đồng hồ nguyên tử đã được phát triển và một số phòng thí nghiệm bắt đầu sử dụng thang đo thời gian nguyên tử. Một thang thời gian mới được gọi là Giờ Phối hợp Quốc tế (UTC) đã được quốc tế thông qua vào năm 1972. Hệ thống này dựa trên số đọc của đồng hồ nguyên tử, được cập nhật định kỳ phù hợp với các biến thể thời gian trong vòng quay của Trái đất bằng cách thêm hoặc bớt giây (gọi là giây nhuận). Đạo luật giờ năm 1974 (tiếng Anh: Time Act 1974) định nghĩa Giờ chuẩn New Zealand là 12 tiếng trước UTC.
Vào năm 2011, vùng lãnh thổ phụ thuộc của New Zealand, Tokelau, đã di chuyển múi giờ về phía trước 24 tiếng bằng cách bỏ qua ngày 30 tháng 12. Nhiều nguồn cho rằng Tokelau đi trước UTC 14 giờ (UTC-10:00 trước ngày chuyển đổi năm 2011), nhưng độ lệch múi giờ chính xác là UTC+13:00.

## Quy ước giờ mùa hè
Bắt đầu từ năm 1909, một thành viên của Quốc hội, Thomas Kay Sidey hàng năm đưa ra dự luật tăng đồng hồ một giờ từ tháng 9 đến tháng 3 năm sau và Đạo luật Giờ mùa hè năm 1927 (tiếng Anh: Summer Time Act 1927) đã thành công. Năm 1927, đồng hồ được chỉnh lên một giờ từ Chủ nhật đầu tiên của tháng 11 đến Chủ nhật đầu tiên của tháng Ba năm sau đó. Điều này tỏ ra không được ưa chuộng, vì vậy Đạo luật Giờ mùa hè năm 1928 (tiếng Anh: Summer Time Act 1928) đã sửa đổi điều này thành việc di chuyển nửa giờ từ ngày 14 tháng 10 năm 1928 (Chủ nhật thứ hai) sang ngày 17 tháng 3 năm 1929 (Chủ nhật thứ ba), sau đó là Đạo luật Giờ mùa hè năm 1929 (tiếng Anh: Summer Time Act 1929) cố định vĩnh viễn việc di chuyển nửa giờ này từ Chủ nhật thứ hai trong tháng 10 đến Chủ nhật thứ ba trong tháng 3 hàng năm. Năm 1933, khoảng thời gian này được kéo dài từ Chủ nhật đầu tiên của tháng 9 đến Chủ nhật cuối cùng của tháng 4. Điều này tiếp tục cho đến Chiến tranh thế giới thứ hai, khi các quy định khẩn cấp vào năm 1941 mở rộng giờ mùa hè để bao gồm cả năm với các đơn đăng ký lại hàng năm cho đến khi Đạo luật Giờ chuẩn năm 1945 đưa ra việc từ bỏ NZMT vĩnh viễn vào năm 1946, do đó 180° trở thành kinh độ cơ sở và cái được gọi là Giờ mùa hè NZ (NZST) đã trở thành giờ chuẩn NZ.
Đạo luật giờ năm 1974 (tiếng Anh: Time Act 1974) ủy quyền cho Thống đốc Tổng tuyên bố bởi Order in Council (Thứ tự trong Hội đồng) một thời gian khi giờ mùa hè chuẩn bị được áp dụng. Đây là sự điều chỉnh một giờ (trên cùng của sự điều chỉnh nửa giờ trước đó) từ Chủ nhật đầu tiên của tháng 11 đến Chủ nhật cuối cùng của tháng 2, được thay đổi nhanh chóng vào năm sau bởi Sắc lệnh giờ New Zealand 1975 (tiếng Anh: Daylight Time Order 1990) đã ấn định khoảng thời gian áp dụng từ Chủ nhật cuối cùng của tháng 10 đến Chủ nhật đầu tiên của tháng 3.
Năm 1985, một cuộc khảo sát toàn diện đã được thực hiện bởi Sở Nội vụ. Thái độ của công chúng đối với NZDT (Giờ mùa hè ở New Zealand) và ảnh hưởng của nó đối với công việc, giải trí và các nhóm người cụ thể trong xã hội đã được khảo sát. Cuộc khảo sát chỉ ra rằng 76,2% dân số muốn NZDT tiếp tục hoặc kéo dài.

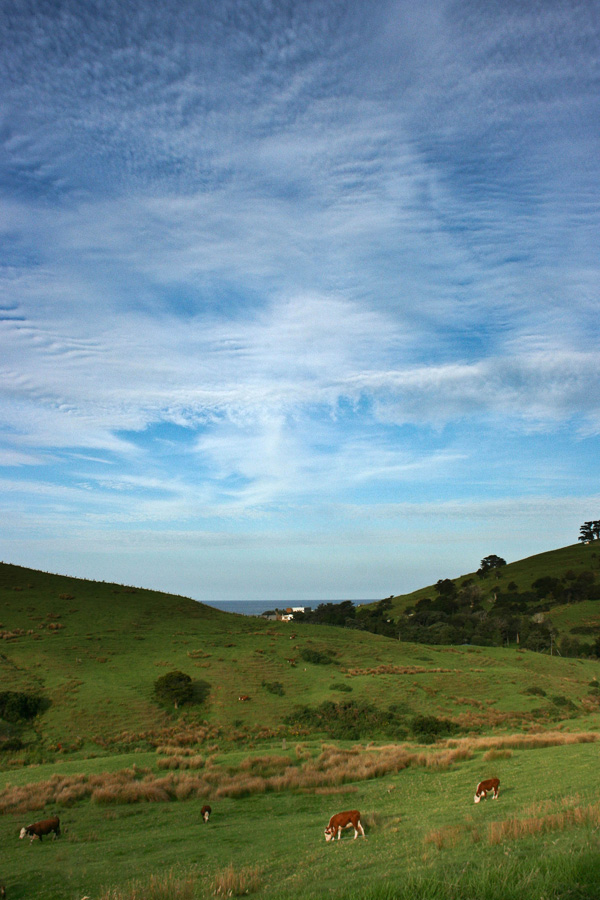
Sự phản đối mạnh mẽ nhất đối với DST thường đến từ các nông dân chăn nuôi bò sữa do lịch trình bị gián đoạn và thời gian làm việc ngắn hơn.

Cuộc khảo sát cũng kết luận rằng quan điểm về chủ đề này có sự khác biệt nhỏ giữa các giới và sự ủng hộ đối với NZDT nói chung cao hơn ở các trung tâm thành thị. Tiết kiệm ánh sáng ban ngày đã bị phản đối nổi tiếng trong cộng đồng chăn nuôi bò sữa nhỏ ở Northland thuộc Ararua, cộng đồng đã từ chối điều chỉnh đồng hồ của mình trong một số năm. Số lượng ủng hộ rút ngắn hoặc bãi bỏ NZDT luôn chiếm thiểu số trong các khu vực được khảo sát.
Do kết quả của cuộc khảo sát và phản hồi thêm từ công chúng, vào năm 1988, Bộ trưởng Bộ Nội vụ đã sắp xếp thời gian thử nghiệm NZDT kéo dài được thực hiện từ Chủ nhật thứ hai vào tháng 10 năm 1989 đến Chủ nhật thứ ba vào tháng 3 năm 1990. Bộ trưởng đã mời công chúng để viết thư cho anh ta với quan điểm của họ về việc gia hạn năm tuần.
Sắc lệnh giờ mùa hè năm 1975 (tiếng Anh: Daylight Time Order 1990) tuyên bố NZDT kéo dài từ 02:00 NZST, ngày Chủ nhật đầu tiên của tháng 10 đến 03:00 NZDT, ngày Chủ nhật thứ ba của tháng 3.
Vào ngày 30 tháng 4 năm 2007, chính phủ thông báo rằng họ đã kéo dài giờ mùa hè từ 24 lên 27 tuần. Từ tháng 9 năm 2007, giờ mùa hè được áp dụng từ Chủ nhật cuối cùng của tháng 9 cho đến Chủ nhật đầu tiên của tháng 4. Từ ngày 30 tháng 4 năm 2007, DST bắt đầu lúc 02:00 NZST vào Chủ nhật cuối cùng của tháng 9 hàng năm và kết thúc lúc 03:00 NZDT (hoặc 02:00 NZST theo định nghĩa trong Đạo luật năm 1974) vào Chủ nhật đầu tiên của tháng 4.
Giờ New Zealand, bao gồm DST, được sử dụng bởi một số căn cứ ở Nam Cực được cung cấp từ New Zealand. Điều này dẫn đến điều kỳ lạ là Trạm Amundsen – Scott đặt đồng hồ hơn một giờ trong mùa hè ở nam bán cầu, khi mặt trời liên tục ở phía trên đường chân trời, so với mùa đông ở phía nam bán cầu, khi mặt trời liên tục ở dưới đường chân trời. Vị trí địa lý khắc nghiệt của căn cứ có nghĩa là không thể điều chỉnh chu kỳ hoạt động hàng ngày có thể có bất kỳ ảnh hưởng nào đến lượng ánh sáng mặt trời nhận được trong các hoạt động đó. Tuy nhiên, sự sắp xếp này có lẽ làm cho giao tiếp thời gian thực với New Zealand thực tế hơn, đặc biệt là trong việc giao dịch với các văn phòng.
Các quốc gia khác ở Vương quốc New Zealand - Quần đảo Cook, Niue và Tokelau - không áp dụng giờ mùa hè. 2 vùng trong số đó nằm ở phía khác của Đường đổi ngày quốc tế và có sự chênh lệch 22-24 tiếng so với New Zealand.

## Các vùng lãnh thổ phụ thuộc và quốc gia liên kết
| Khu vực                 | Giờ chuẩn | Giờ mùa hè |
| ----------------------- | --------- | ---------- |
| Tokelau                 | UTC+13:00 | UTC+13:00  |
| Quần đảo Cook           | UTC-10:00 | UTC-10:00  |
| Niue                    | UTC-11:00 | UTC-11:00  |
| Lãnh thổ phụ thuộc Ross | UTC+12:00 | UTC+13:00  |

Có 2 quốc gia liên kết và vùng lãnh thổ phụ thuộc của New Zealand nằm ở Thái Bình Dương cả hai nằm ở phía khác của Đường đổi ngày quốc tế:
- Quần đảo Cook nằm ở múi giờ UTC-10:00 hoặc giờ quân sự W (Whiskey)[1] và không áp dụng giờ mùa hè. Giờ ở quần đảo Cook sau New Zealand 22 hoặc 23 tiếng sau New Zealand: Khi ở New Zealand là buổi trưa ngày thứ Năm thì ở quần đảo Cook là 13:00 hoặc 14:00 ngày thứ Tư.
- Niue nằm ở múi giờ UTC-11:00 hoặc giờ quân sự X (X-ray)[1] và không áp dụng giờ mùa hè. Giờ ở Niue sau New Zealand 23 hoặc 24 tiếng: Khi ở New Zealand là buổi trưa ngày thứ Năm thì ở Niue là buổi trưa hoặc 13:00 ngày thứ Tư.

Vùng lãnh thổ phụ thuộc Tokelau của New Zealand nằm ở múi giờ UTC+13:00 và không áp dụng giờ mùa hè. Giờ ở Tokelau cùng giờ hoặc trước New Zealand 1 giờ: Khi ở New Zealand là buổi trưa ngày thứ Năm thì ở Tokelau là 12:00 hoặc 13:00 ngày thứ Năm.
Lãnh thổ phụ thuộc Ross, trạm McMurdo và Amunsen-Scott ở Nam Cực theo NZST/NZDT.